# Birmingham
|  | Aquest article tracta sobre la ciutat anglesa. Vegeu-ne altres significats a «Birmingham (desambiguació)». |

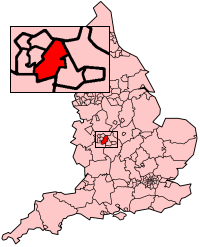
Localització de Birmingham dins d'Anglaterra

Birmingham és una ciutat i un municipi metropolità situat al centre d'Anglaterra. És considerada la "segona ciutat" d'Anglaterra. És la segona ciutat més poblada del Regne Unit després de Londres i abans de Glasgow.
La ciutat de Birmingham Té una població d'1.141.400 habitants (estimació 2018), i forma part de la conurbació de West Midlands, que té una població de 4.332.629 habitants (estimació 2018). Des de 1889, té la condició de ciutat, que inclou bastants pobles com ara Sutton Coldfield, Olton, Kingstanding, Erdington, Handsworth, Castle Bromwich, Sheldon. Els municipis de Solihull, Coventry, i les viles del Black Country (regió negra) de Wolverhampton, West Bromwich, Walsall, Wednesfield i Sandwell, són municipis independents, però s'integren en la conurbació dels West Midlands. La gent d'aquesta ciutat és coneguda com a "Brummies", un terme que deriva del sobrenom de la ciutat (Brum), que prové del nom al dialecte força distintiu de la ciutat, Brummagem.
Birmingham va ser una ciutat clau al segle xix durant la revolució industrial a Anglaterra, que li va valer el sobrenom de «taller mundial» o «ciutat dels mil oficis». Avui, la importància industrial de Birmingham ha minvat, però la ciutat ha reorientat amb èxit les seves activitats al voltant del sector terciari (comerç, serveis). Birmingham és citat el 2010 com el tercer millor lloc del Regne Unit per establir un negoci. Birmingham és un centre nacional per a conferències, comerços i esdeveniments, i destaca en alta tecnologia, recerca i desenvolupament, amb el suport de les seves tres universitats. També és la quarta ciutat turística del Regne Unit.
L'any 2010, és classificada la 55a més habitable al món, segons l'índex Mercer.
Birmingham és una ciutat ètnicament i culturalment diversa. Al voltant del 30% dels seus habitants no són de l'ètnia blanca; quan el cens del 2001, el 70,4% de la població era de raça blanca (el 3,2% d'irlandesos inclosos), el 19,5% eren d'ètnia Asiàtica, el 6,1% eren negres, 0,5% xinesos i el 3,5% restant d'altres ètnies.

## Geografia

### Localització, relleu i hidrografia

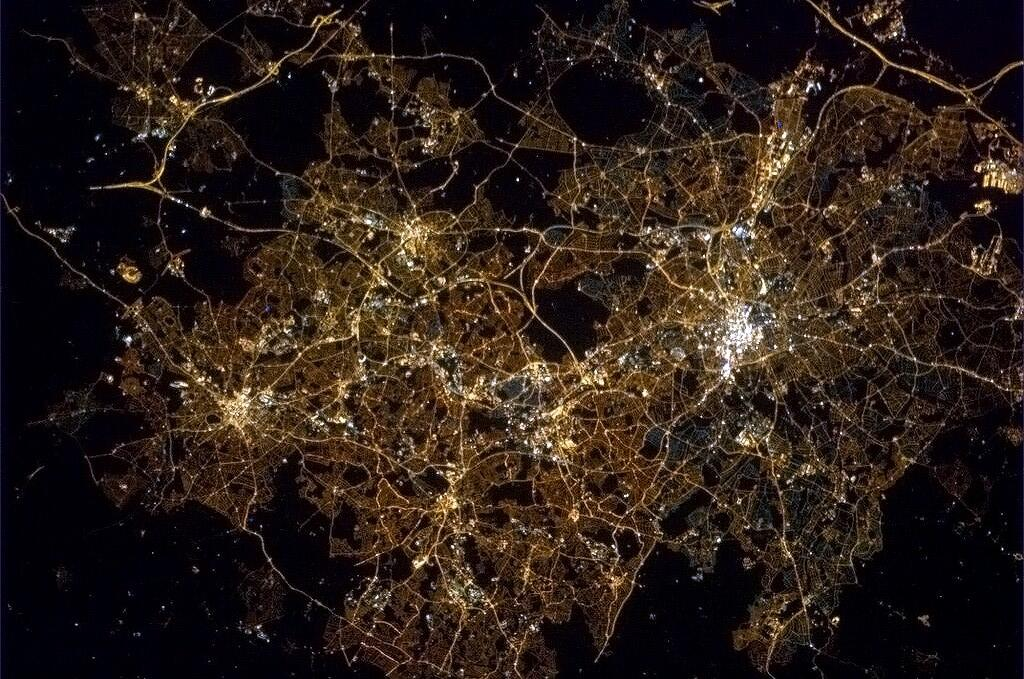
Birmingham i el districte metropolità de West Midlands vist de nit des del sud-oest des de l'Estació Espacial Internacional.

Birmingham es troba al nord de la regió de West Midlands d'Anglaterra a la plana de Birmingham, en terreny relativament alt, amb una altitud que oscil·la entre els 150 i 300 m. El territori està travessat per la principal conca hidrogràfica nord-sud de Gran Bretanya, entre les conques dels rius Severn i Trent. Al sud-oest de la ciutat s'aixequen els turons Lickey, Clent i Walton, que arriben 315 metres i ofereixen vistes de la ciutat. A més dels Canals de Birmingham, Birmingham és regada per petits rius com el Cole i el Rea.
La ciutat de Birmingham forma, juntament amb Solihull, un districte metropolità residencial al sud-est, juntament amb la ciutat de Wolverhampton i les ciutats industrials del País Negre al nord-oest, la conurbació de West Midlands, d'una àrea de 600 km². L'àrea metropolitana de Birmingham, un conjunt econòmic més ampli que inclou Tamworth, capital històrica de Mèrcia, i la ciutat catedralícia de Lichfield a Staffordshire al nord; la ciutat industrial de Coventry i les ciutats de Nuneaton, Warwick i Royal Leamington Spa a Warwickshire a l'est, així com les ciutats de Redditch i Bromsgrove a Worcestershire al sud-oest.

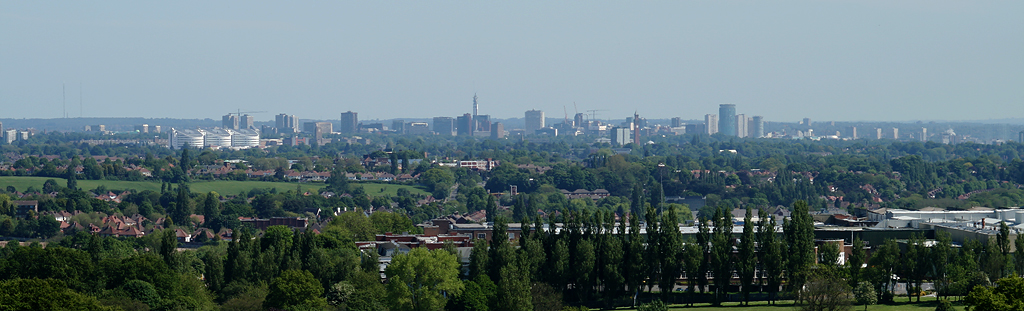
Vista de la ciutat des dels Lickey Hills, amb la fàbrica de Longbridge en primer terme.

Birmingham es troba a la falla de Birmingham (Birmingham Fault) que travessa la ciutat a la diagonal entre els turons de Lickey al sud-oest, passant per la ciutat a través d'Edgbaston el Bull Ring cap a Erdington i Sutton Coldfield al nord-est. Al sud i a l'est de la falla, el terreny del grup de fang de Mercian (antigament conegut com a marga de Keuper) és generalment més suau, intercalat amb estrats de llambordes i travessat pels rius Tame, Rea i Cole i els seus afluents. Els rius cobreixen una longitud de 250 km.

### Clima i vegetació
Birmingham gaudeix d'un clima oceànic temperat, com les illes Britàniques, amb una temperatura mitjana d'estiu (juliol) alta de 21,3 °C i hivern (gener) 6,7 °C. Entre 1971 i 2000, la temperatura mitjana del dia més calorós de l'any és de 28,8 °C i la de la nit més freda típica de −9,0 °C. Uns 11,2 dies a l'any la temperatura és de 25,1 °C o més quan hi ha gelades durant una mitjana de 51,6 nits. El rècord de calor absolut, registrat l'agost de 1990, se situa en 34,9 °C. Com passa amb la majoria de ciutats importants, Birmingham està experimentant l'efecte illa de calor urbana En la nit més freda registrada el 14 de gener de 1982, la temperatura va assolir −20,8 C a l'aeroport de Birmingham a l'est de la ciutat, però −12,9 °C a Edgbaston, prop del centre de la ciutat.
Birmingham rep força neu en comparació amb altres grans ciutats britàniques, a causa de la seva ubicació a l'interior i altitud. Entre 1961 i 1990, l'aeroport de Birmingham va registrar una mitjana de 13,0 dies de nevades en comparació amb 5,3 a Londres-Heathrow. Les pluges de neu escombren la zona sovint pels vents de l'oest de la Plana de Cheshir, però també pot provenir del mar del Nord per vents del nord-oest.
Les temperatures extremes són rares, però hi ha tornados. Durant els tornados que van sacsejar el Regne Unit el 1981, dos tornados van tocar els límits de Birmingham, a Erdington i Selly Oak. El tornado de Birmingham de 2005 va colpejar zones de la ciutat, destruint cases i negocis. Bona part del terreny que ocupa actualment la ciutat correspon a la vora nord de l'antic bosc d’Arden, la presència de la qual encara es fa sentir a través de la densa copa d'alzines de la ciutat i en diversos districtes com Moseley, Saltley, Yardley, Stirchley, Hockley, topònims acabats en «-ley» de l'anglès antic -lēah que significa «neteja».

## Història

### Toponímia
El nom «birmingham» més sovint es refereix a tota la conurbació. La paraula argot Brum (de l'antic nom Brummagen) s'utilitza sovint per referir-s'hi i els seus habitants sovint reben el nom de Brummies. L'àrea urbana de Birmingham, que inclou ciutats circumdants estretament vinculades amb ella mitjançant els desplaçaments diaris, és també la segona zona urbana més poblada del Regne Unit, amb una població de 3.683.000 habitants.
Es diu que Birmingham pren el seu nom de la família de Bermingham (transformació oral de e en i per adaptar-se a la pronunciació anglesa) que va ocupar el senyoriu sobre la mansió de la ciutat durant quatre-cents anys a partir de 1150.
És cert que les denominacions de la localitat, de la terra senyorial i de la família senyorial (l'hipotètic Berming(er) o descendent de Ber, Bert o Bret) es confonen de manera plurisecular abans de l'Edat moderna. Tanmateix, seria arriscat concloure una identitat perfecta i tancar el camp de les hipòtesis. Una simple i hipotètica descomposició de l'anglès antic Beormingahām anglès del segle ix dona una estructura clàssica en Burh/ing/ham, que significa un gran llogaret reconegut o un hàbitat agrupat de llars fiscals (pernil celta o heimo germànic) originari o depenent originalment (sufix inge) d'un britònic o burrh. tancament. Aquesta darrera arrel britònica, que data de finals de l'Edat del ferro, evolucionant tard entre els sons ber, bor i bir s'ha de comparar amb el terme borough que originalment significava sota el rei saxó Alfred el Gran un recinte protector, susceptible d'acollir refugiats durant l'agressió militar. L'estructura completa d'aquest topònim podria, en aquest hipotètic marc, remuntar-se al Segon Imperi Romà i a l'establiment de la seva tributació basada en les terres agrícoles.

### Prehistòria i Edat Mitjana
Algunes de les primeres evidències d'assentaments a Birmingham són artefactes datats en 10.400 anys, descoberts prop de Curzon Street en el centre de la ciutat.
Antigament, el lloc de Birmingham era una zona remota i marginal, a causa de la seva posició geogràfica en un altiplà al cor del dens bosc d'Arden, mentre que els centres de població, riquesa i poder en el període preindustrial es troben, en canvi, a la fèrtil i valls accessibles del Trent, Severn i Avon.

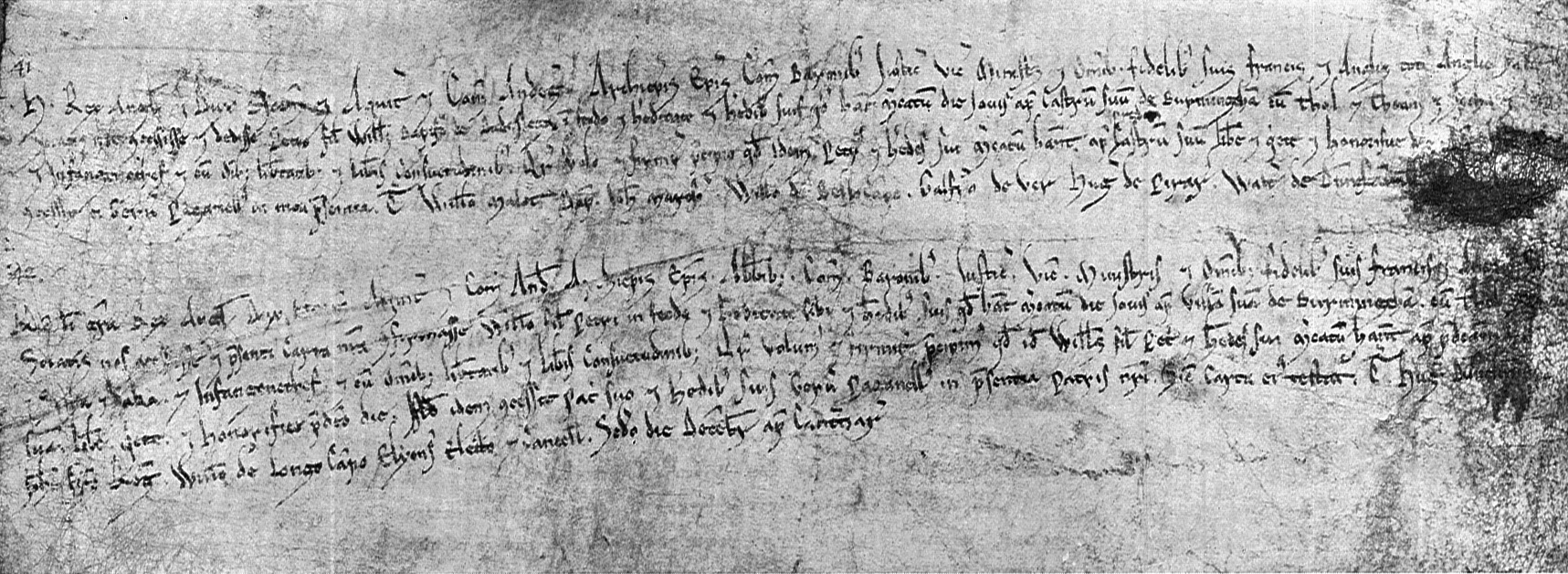
Cartes de 1166 i 1189 establint Birmingham com a mercat i senyoria.

La fundació de Birmingham data de l'època anglosaxona. El nom de la ciutat prové de l'anglès antic Beormingahām, que significa «llar de les Beormingas», una indicació que Birmingham data del segle vi o principis del segle vii com a assentament principal de la tribu Angle d'aquest nom. A principis del segle vii, Birmingham és un llogaret agrícola anglosaxó a la vora del Rea. Birmingham s'esmenta al Domesday de 1086 com un petit poble.

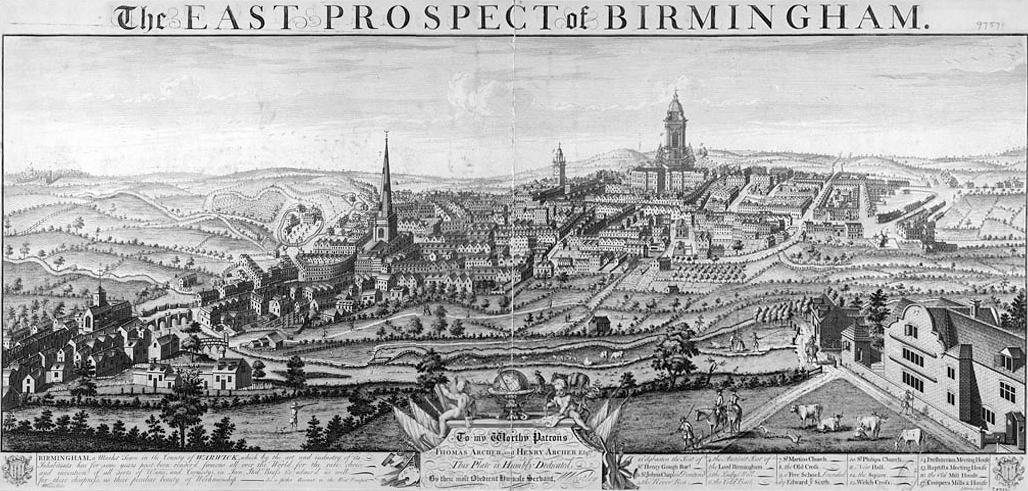
Birmingham el 1732.

La família Bermingham va ocupar el senyoriu de la mansió de Birmingham (transformació oral de e en i per adaptar-se a la pronunciació anglesa) durant quatre-cents anys a partir de 1150. El 1166 el titular del senyoriu de Bermingham, Peter de Bermingham, va obtenir d'Enric II per una carta reial el dret a celebrar un mercat al seu castell, d'aquí la transformació de Birmingham de «poble» a «ciutat» amb l'ajuda de William de Bermingham. Pere i Guillem de Bermingham estan enterrats a Birmingham, a l'església de Sant Martí a Bull Ring, que ha estat una de les principals zones comercials de la ciutat des del primer mercat celebrat per Peter de Bermingham. La família de Bermingham va continuar com a senyors de Birmingham fins al 1530 quan Edward de Birmingham va ser tret de la seva senyoria per John Dudley.

### Revolució industrial

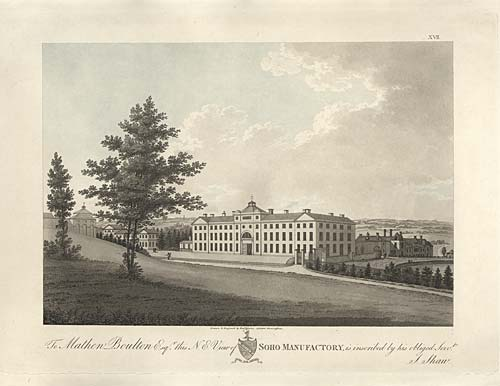
Fàbrica de Soho.

A partir segle xvi, el comerç del mineral de ferro i del carbó va portar a l'establiment de les indústries del metall. A l'època de la guerra civil anglesa al segle xvii, Birmingham s'havia convertit en una important ciutat industrial. La fabricació d'armes s'hi va convertir en una especialitat i es va concentrar a la zona coneguda com el «barri de les armes de foc». Durant la Revolució Industrial (a partir de mitjans del segle xviii), Birmingham va créixer ràpidament i va prosperar. La població de Birmingham va passar de 15.000 persones a finals del segle xvii a 70.000 un segle més tard.
Durant el segle xviii, Birmingham va ser la seu de la Lunar Society, una important reunió de pensadors i industrials. John Taylor (1738-1814), va ser un industrial propietari de les propietats de Bordesley Park i Moseley Hall prop de Birmingham. Va fer pintar el seu retrat i el de la seva dona per Thomas Gainsborough cap al 1778. Es conserven respectivament al Museu de Belles Arts de Boston i a la National Gallery of Art de Washington.
Birmingham va arribar al primer pla de la política anglesa a principis del segle xix amb Thomas Attwood, líder de la Birmingham Political Union que va portar el país a la vora de la guerra civil els dies de maig anteriors a la Llei de reforma de 1832. Excavada des de mitjans del segle xviii, la xarxa de canals s'amplia l'any 1820, la qual cosa donava un millor accés als recursos naturals per proveir les indústries. El ferrocarril va arribar a Birmingham el 1837, i un any més tard es va obrir el servei entre Londres i Birmingham. Durant l'època victoriana, la població de Birmingham va assolir ràpidament el mig milió d'habitants, el centre de la ciutat es va convertir en la segona aglomeració més gran d'Anglaterra.
El 1889, la reina Victòria li va concedir l'estatus de ciutat i el 1896 el càrrec de Lord Major va ser conferit a Birmingham per cartes patents. Joseph Chamberlain, alcalde de Birmingham, membre del Parlament, aleshores secretari de Colonia, i el seu fill Arthur Neville Chamberlain, també alcalde de Birmingham i primer ministre britànic, són dues de les personalitats més conegudes que han viscut a Birmingham. La ciutat va crear la seva pròpia universitat l'any 1900.

### Segle XX
Birmingham va patir bombardeigs durant la Segona Guerra Mundial però va ser àmpliament reestructurada durant els anys cinquanta i seixanta. Aleshores es van construir grans conjunts de torres residencials, com el  Castle Vale. Es reconstrueix el Bull Ring i Gare de New Street de Birmingham està reformat. Després de la Segona Guerra Mundial, la composició ètnica de Birmingham va canviar significativament, ja que va rebre onades d'immigració de la Commonwealth. La població de la ciutat va assolir el màxim el 1951 amb 1.113.000 habitants.
Birmingham es va mantenir, amb diferència, la ciutat de província més pròspera de Gran Bretanya fins a finals de la dècada de 1970, amb ingressos familiars que superen fins i tot els de Londres i el sud-est. Però la seva diversitat econòmica i la seva capacitat de regeneració van disminuir en les dècades posteriors a la Segona Guerra Mundial, quan el govern central va intentar restringir el creixement de la ciutat i dispersar la indústria i la població en zones d'estancament: Escòcia, Gal·les i el nord d'Anglaterra. Aquestes mesures han obstaculitzat el creixement de la ciutat i depèn cada cop més de la indústria de l'automòbil. La recessió de principis dels anys vuitanta va veure l'enfonsament de l'economia de Birmingham, amb nivells d'atur sense precedents i brots de disturbis socials als nuclis de la ciutat.
En els darrers anys, el paisatge urbà de Birmingham s'ha transformat, amb la construcció de noves places, com Centenary Square i Millennium Square, i la reurbanització d'antigues zones industrials com Brindleyplace, The Mailbox i l'International Convention Center. Es recuperen carrers, edificis i canals antics, s'eliminen els passos subterranis. Aquests èxits es coneixen com el Big City Plan. Birmingham va acollir la Cimera del G8 de 1998 i actualment està previst que aculli els Jocs de la Commonwealth de 2022 en el futur.

## Urbanisme

### Ocupació del territori

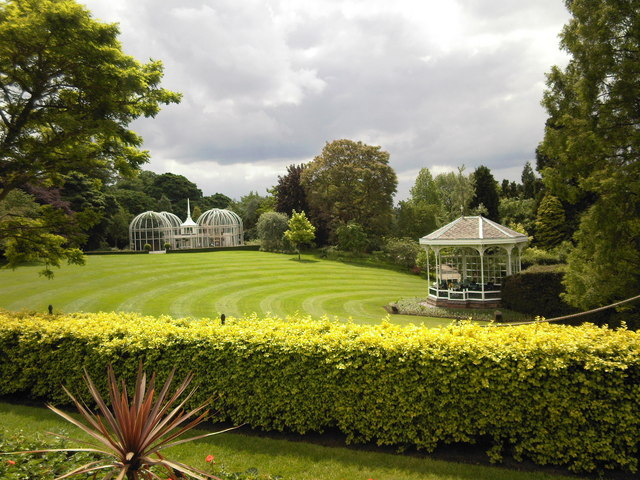
Jardí Botànic de Birmingham.

Birmingham té 571 parcs, més que qualsevol altra ciutat europea - que cobreix 3.500 ha. El territori de la ciutat conté sis milions d'arbres. El parc Sutton, que cobreix 970 ha al nord de la ciutat és el parc més gran d'Europa i una reserva natural nacional. El Jardí botanic de Birmingham, situat a prop del centre, conserva el paisatge de la Regència anglesa creat per John Claudius Loudon el 1829 mentre que Jardí botanic de Winterbourne, situat a Edgbaston s'inspira en el moviment Arts and Crafts de l'època.
Diversos espais verds de la ciutat formen part dels Midlands de l'Oest Greenbelt. Aquesta política pública local tenia com a objectiu limitar el creixement en taca d'oli i preservar la natura. Els espais inclosos en aquest cinturó verd inclouen Sutton Park; el terreny al llarg del límit de Sutton Coldfield, Walmley i Minworth; els parcs naturals de Kingfisher, Sheldon i Woodgate Valley; els terrenys del Wake Green Football Club; els embassaments de Bartley i Frankley; Cementiri de Handsworth i camps de golf adjacents.
La vida salvatge apareix en espais verds com Kingfisher Country Park, Woodgate Valley Country Park, Lickey Hills Country Park, parc de Handsworth, parc Kings Heath i Parc Cannon Hill, seu del parc de conservació de la fauna de Birmingham.

## Política

### Política local

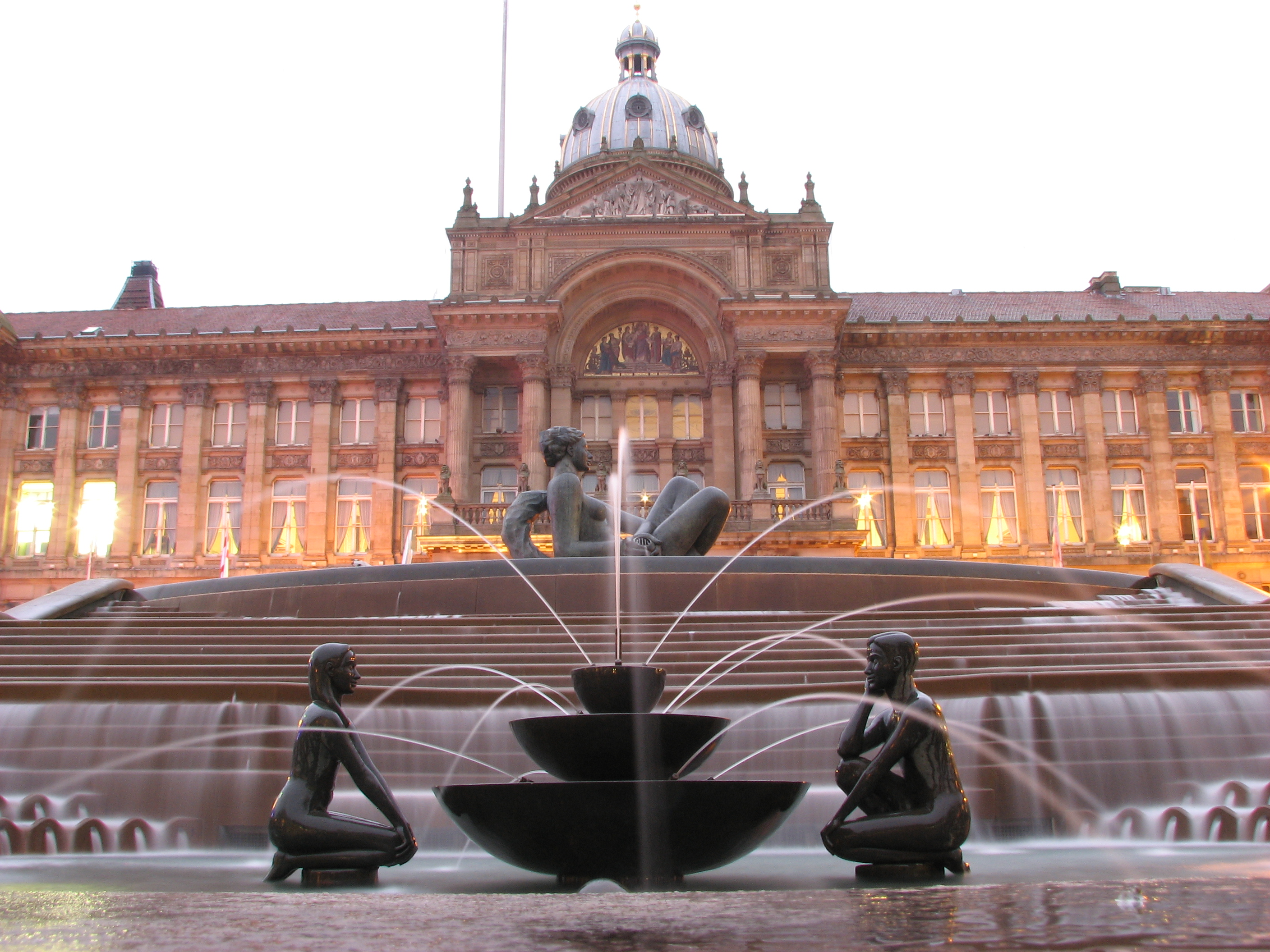
Ajuntament

La ciutat està dirigida pel Birmingham City Council, un consell electe de 120 membres que representen 40 subdivisions anomenades wards. El consistori és l'encarregat de gestionar la majoria dels serveis municipals. Cada any, escull d'entre els seus membres un alcalde que només té funcions cerimonials. El lideratge real està en mans del líder del grup polític numèricament més gran del Consell. L'Ajuntament es troba a la Casa del Consell a la Victoria Square.

### Política regional
Birmingham va formar part originalment de Warwickshire, però es va expandir a finals del segle xix i a principis del segle xx sobre part de Worcestershire al sud i sobre Staffordshire al nord i a l'oest. La ciutat es va annexionar Sutton Coldfield el 1974 i es va convertir en un districte metropolità del nou comtat del comtat de West Midlands. Fins a la seva dissolució l'any 1986, el Comtat tenia la seu central al centre de Birmingham.
Des del 2011, Birmingham forma part de la Greater Birmingham and Solihull Local Enterprise Partnership amb les jurisdiccions veïnes de Bromsgrove, Cannock Chase, East Staffordshire, Lichfield, Redditch, Solihull, Tamworth i Wyre Forest.
A escala supramunicipal, l'autoritat combinada de West Midlands, establerta l'any 2016, té competència sobre el transport, l'urbanisme i el desenvolupament econòmic.

### Representació nacional i europea
El territori de Birmingham correspon a deu circumscripcions electorals a la Cambra dels Comuns. A efectes de representació al Parlament Europeu, Birmingham està inclosa en la circumscripció de West Midlands, que elegeix diputats.

## Demografia
La població de la ciutat de Birmingham és 1.085.000 habitants (2012). Entre 2001 i 2011, la població total va créixer en 96.000 habitants, és a dir, un augment global del 10,1 %. La densitat de població és de 4.060 habitants per km². La població de la conurbació dels West Midlands és de 2.441.000 habitants (2011).
Població total, 1538-2011 (milers d'habitants)
| 1700   | 1821    | 1861    | 1891    | 1921    | 1931      | 1951      | 1981    | 2001    | 2015      | 2017      |
| 15.000 | 107.000 | 296.000 | 478.000 | 526.000 | 1.003.000 | 1.113.000 | 996.000 | 977.000 | 1.123.000 | 1.137.100 |

Birmingham és una ciutat multicultural amb una gran població d'ascendència irlandesa, polonesa, caribenya i pakistanesa - índia.
Les principals religions són el cristianisme (46,1 %) i l'Islam (21,8 %) segons el cens de 2011.

## Economia
La ciutat és un centre tradicional d'equipaments ferroviaris, màquines a vapor, avions, armeries, joieria i fins i tot construcció naval (els vaixells construïts en parts es van muntar a la costa). Avui en dia, l'economia està dominada pel sector serveis, que el 2003 en representava 78 % de la producció econòmica de la ciutat i el 97 % del seu creixement econòmic.

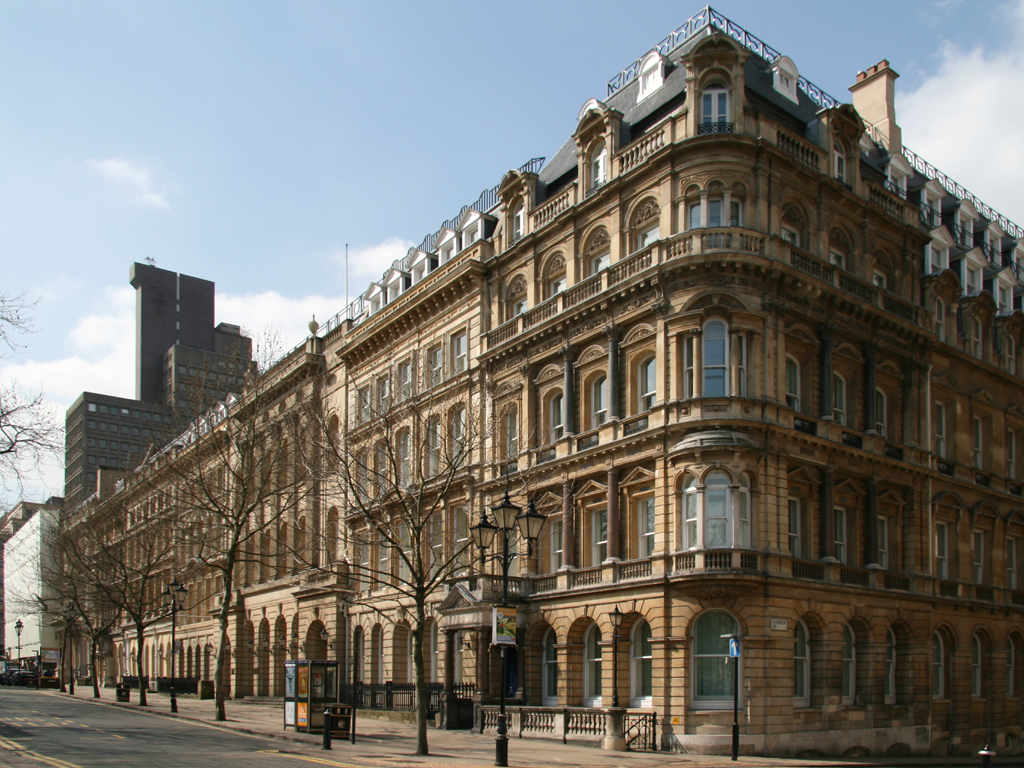
Colmore Row al districte de negocis de Birmingham.

Tres dels bancs més grans de Gran Bretanya es van fundar a Birmingham: el Lloyds Bank (ara Lloyds TSB) el 1765, el Midland Bank (ara HSBC Bank) el 1836, i la Ketley's Building Society, el 1775. Birmingham és el tercer centre financer més gran del Regne Unit fora de Londres amb més de 111.500 persones ocupades en la banca, les finances i les assegurances. El 2010, Cushman & Wakefield van declarar Birmingham el tercer millor lloc del Regne Unit per muntar un negoci, i el divuitè millor lloc d'Europa.
El turisme representa una part cada cop més important de l'economia local. Amb instal·lacions com el Centre Internacional de Convencions i el Centre Nacional d'Exposicions, en representa 42 % de conferències i fires i exposicions del Regne Unit. Els espais esportius i culturals de la ciutat atrauen un gran nombre de visitants, que es pot estimar en 22 milions de persones.

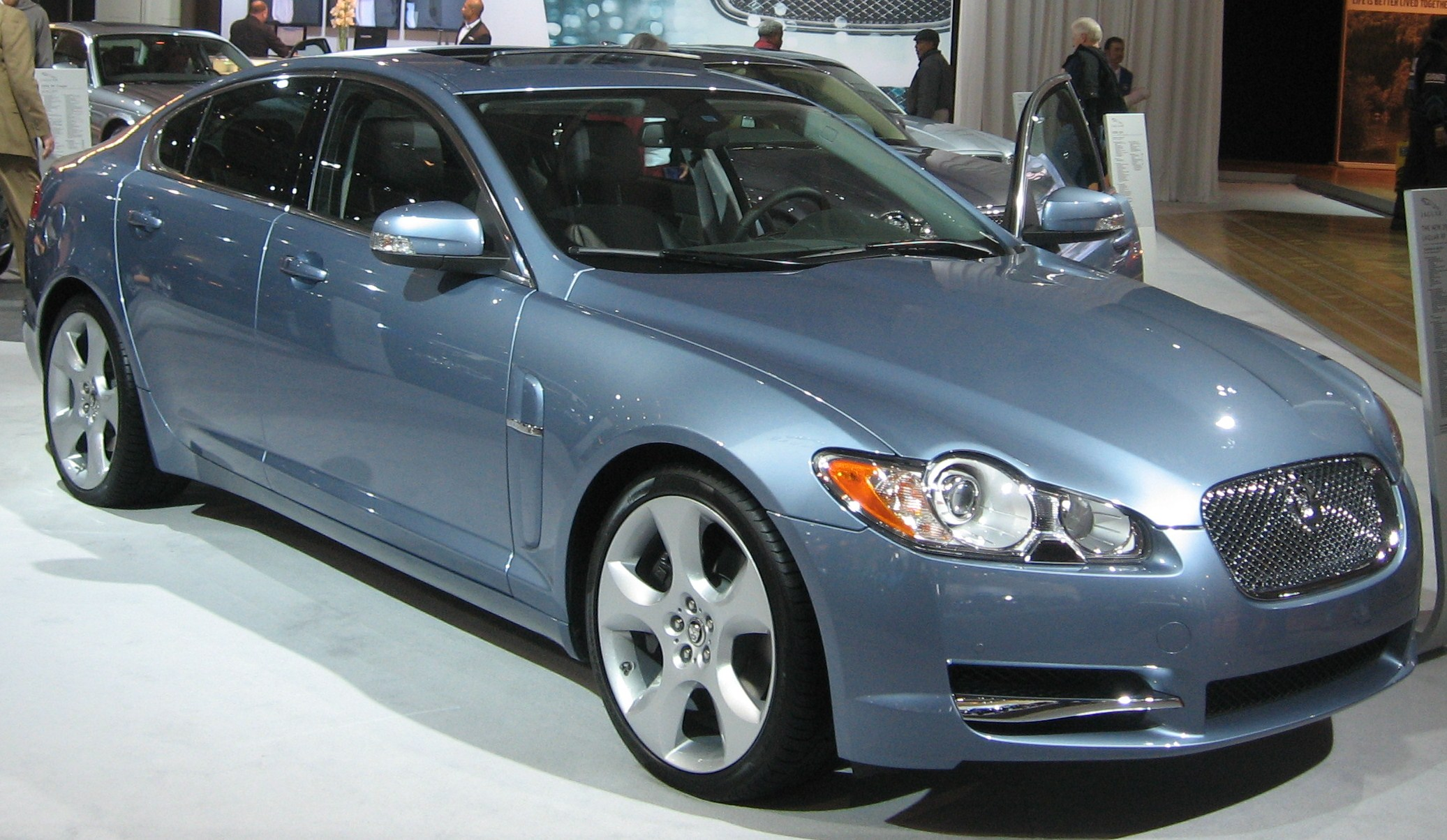
El Jaguar XF, fabricat per Jaguar a la fàbrica de Castle Bromwich.

Les tres universitats de la ciutat (la Universitat d'Aston, la Universitat de Birmingham i l'UCE de Birmingham) i dos col·legis universitaris tenen més de 65.000 étudiants i donen feina a uns 15.000 empleats, fet que contribueix de manera significativa a l'economia de la ciutat a més de ser la seva base per a la recerca i la innovació.
Amb una facturació anual de 2.430 milions de lliures esterlines, el centre de Birmingham és el tercer centre comercial més gran del Regne Unit, amb el centre comercial més gran d'Europa: Bull Ring i els grans magatzems més grans fora de Londres: la botiga House of Fraser situada al carrer Corporation. La ciutat també té un dels quatre grans magatzems Selfridges i la segona sucursal de Debenhams més gran del país. El 2004 es va classificar com el tercer millor lloc per comprar al Regne Unit, darrere del West End de Londres i Glasgow, descrit com un «centre comercial de classe mundial.»
Malgrat el declivi del sector manufacturer de la ciutat, queden diverses grans instal·lacions industrials, com ara els cotxes Jaguar a Castle Bromwich i Cadbury Trebor Bassett a Bournville. HM Prison Birmingham és la primera presó privada d'Anglaterra.
La Cambra de Comerç del Gran Birmingham fa diversos anys que existeix. La seva missió és entendre què representen les cambres locals orientant-se al voltant del que pot oferir als diferents actors del medi.

## Cultura

### Música
Birmingham té una notable orquestra simfònica anomenada City of Birmingham Symphony Orchestra (CBSO), dirigida anteriorment per Edward Elgar, Simon Rattle i Adrian Boult en particular i que actua al famós Symphony Hall i de vegades a l'Ajuntament. La ciutat és també la llar d'un conservatori de música i una universitat de renom (Universitat de Birmingham).
Grups de música i cantants The Vamps, Black Sabbath, Spencer Davis Group, Dexys Midnight Runners, Duran Duran, Editors, Led Zeppelin, Electric Light Orchestra, Musical Youth, Judas Priest, The Moody Blues, Steel Pulse, UB40, Napalm Death , GBH, Anaal Nathrakh i Wizzard provenen de Birmingham, igual que els músics Joan Armatrading, The Streets i Steve Winwood i Ozzy Osbourne.
Birmingham és coneguda per ser el bressol del heavy metal, a causa de la foscor de la ciutat en aquella època (finals de la dècada de 1960-principis de la dècada de 1970).

### Museus i galeries
Birmingham té dues importants col·leccions d'art accessibles al públic. El Birmingham Museum & Art Gallery és conegut per les seves obres prerrafaelites, una col·lecció d'un «importància destacada». També té col·leccions de mestres antics que inclouen obres de Bellini, Rubens, Canaletto, Claude i més particularment col·leccions de pintures italianes del segle xvii, així com aquarel·les d'artistes anglesos. La seva secció de disseny presenta col·leccions excepcionals de ceràmica i metal·lúrgia europea. La petita galeria de belles arts de Barber a Edgbaston és una de les millors del món, amb una col·lecció que representa l'art occidental del segle xiii. segle fins als nostres dies.
El Birmingham Museum Trust també gestiona diversos llocs com Aston Hall, Blakesley Hall, Jewellery Quarter, Soho House i Sarehole Mill.

### Vida nocturna
La vida nocturna es desenvolupa principalment al llarg de Broad Street i a Brindley Place. Tanmateix, en els darrers anys han sorgit molts establiments fora de la zona de Broad Street. Són molt populars el Medicine Bar de la Custard Factory, The Sanctuary, The Rainbow i The Air de Digbeth. Als voltants de Digbeth, també es poden trobar clubs i bars a zones com l'Arcadian i el poble gai de Hurst Street, a prop de Chinatown, Summer Row, Mailbox i St. Philips/Colmore Row (on s'organitza una nit un cop al mes). per als habitants polonesos de Birmingham) i el barri de la joieria. També es poden trobar diversos pubs nocturns al barri irlandès.

### Cinema
- Festival de cinema de Birmingham

### Gastronomia
Birmingham és famosa per la seva gastronomia. Restaurants atractius ocupen la localitat. Hi ha unes 27 nacionalitats diferents en estils de cuina

## Esport

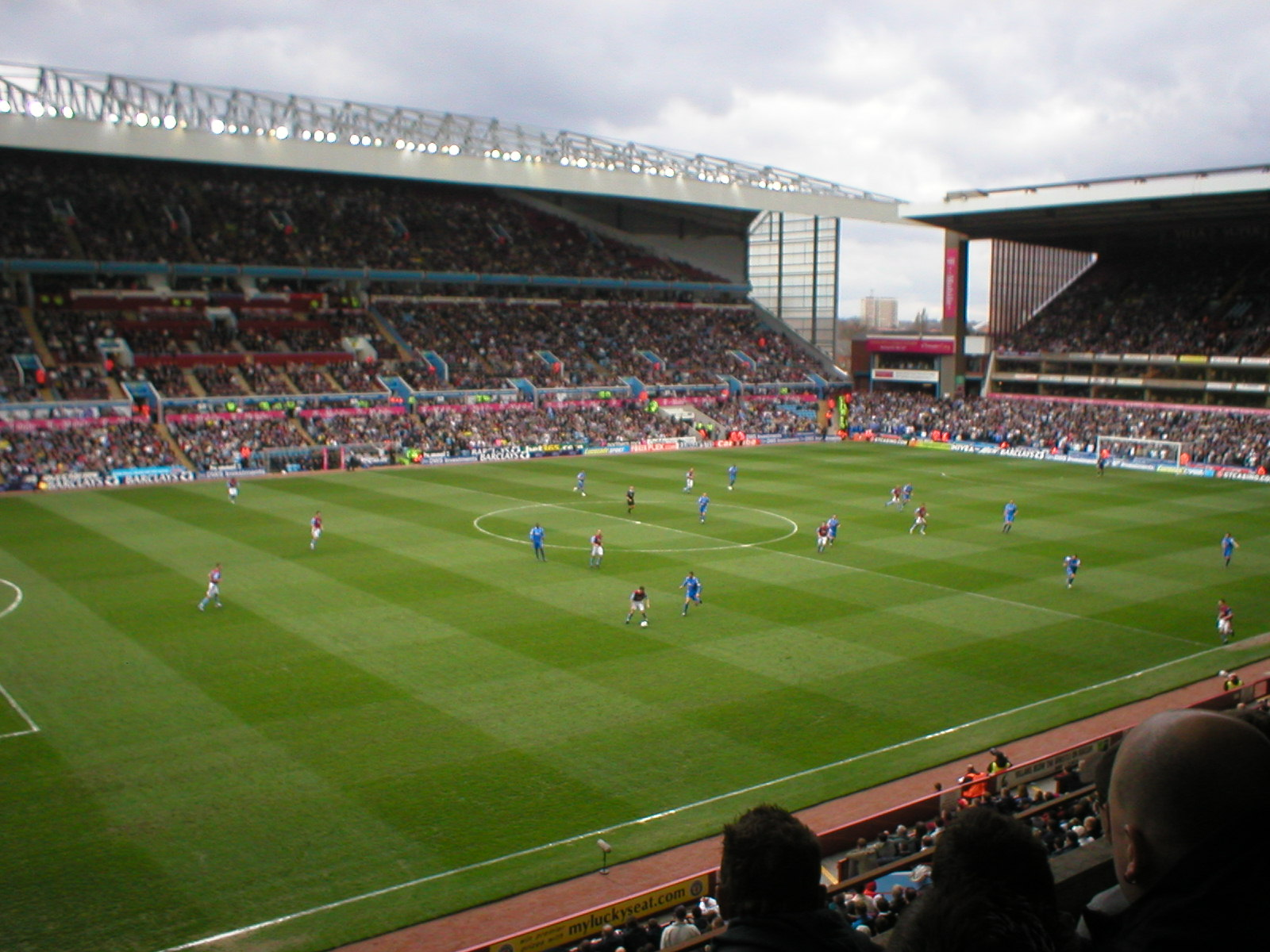
Aston Villa contra el Birmingham City durant el Derbi al Villa Park.

Birmingham ha tingut un paper important en la història de l'esport. La Football League, la competició de futbol més important del món, va ser fundada per la gent de Birmingham i l'entrenador de l'Aston Villa, William McGregor. L'any 1888, aquest últim va escriure als administradors del club proposant-li «que deu o dotze dels clubs més destacats d'Anglaterra es reuneixen per acollir partits a casa i fora cada temporada».

### Clubs de futbol
- Aston Villa Football Club

- Birmingham City Football Club

### Tennis
El joc modern de tennis va ser desenvolupat entre 1859 i 1865 per Harry Gem i el seu amic Augurio Perera a la casa Perera d'Edgbaston amb l’Edgbaston Archery and Lawn Tennis Society continuant com el club de tennis més antic del món. La Birmingham and District Premier League és la lliga de cricket més antiga del món, i Birmingham va ser seu de la primera Copa del Món de Cricket, amb la Copa del Món de Cricket Femení el 1973. Birmingham va ser la primera ciutat a ser nomenada ciutat nacional de l'esport per UK Sport. Birmingham va ser escollida per davant de Londres i Manchester per competir pels Jocs Olímpics d'Estiu de 1992, però va fracassar en el procés de selecció final, que va ser guanyat per Barcelona.

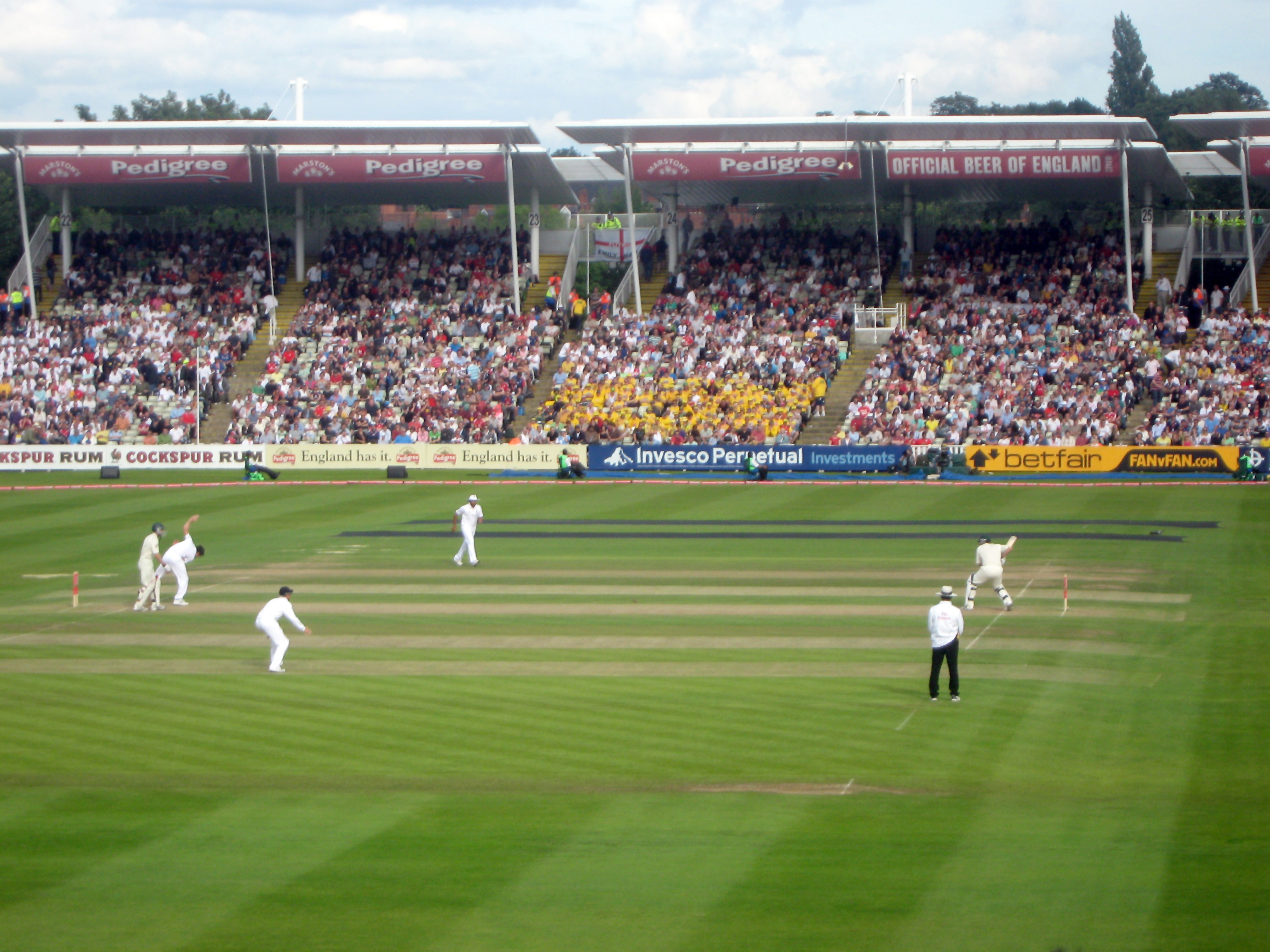
Partit de cricket a Edgbaston Cricket Ground.

Avui la ciutat acull dos dels equips de futbol professional més antics del país: Aston Villa, que es va fundar el 1874 i juga al Villa Park, i Birmingham City, fundada el 1875 i juga al St Andrew's Stadium. La rivalitat entre els clubs és aferrissada i les trobades entre tots dos representen el derbi de la ciutat. Actualment, l'Aston Villa juga a la Premier League, mentre que el Birmingham City juga al Championship.
El Warwickshire County Cricket Club, sis vegades campió del campionat del comtat, juga a l'Edgbaston Cricket Ground, que també acull partits de cricket i el One-day International. El lloc va ser l'escenari de la puntuació més alta maig per un batedor de cricket de primera classe, quan Brian Lara va anotar 501 punts per a Warwickshire el 1994. Birmingham té un club de Rugbi a 15 professional, el Moseley Rugby Football Club, que juga al Billesley Common. Un segon club professional, Pertemps Bees, juga al Damson Park, al barri proper de Solihull.

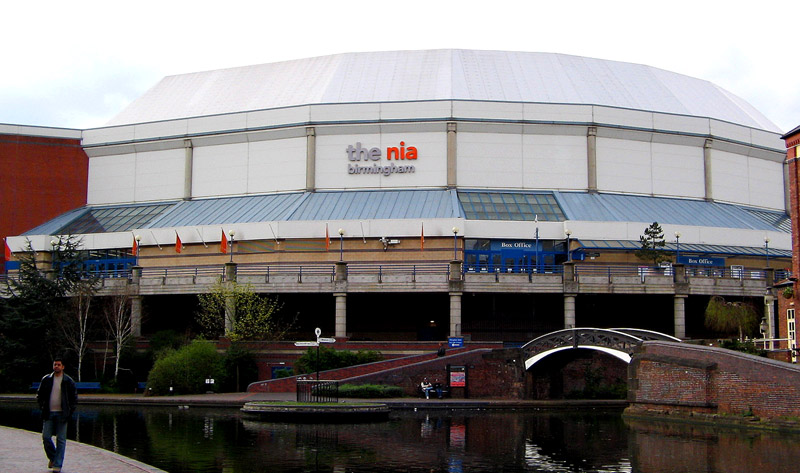
La sala National Indoor Arena dedicada a l'atletisme.

El Torneig de Tennis de Birmingham és, juntament amb Wimbledon i Eastbourne, un dels tres únics tornejos de tennis del Regne Unit del Tour WTA. Es juga anualment a Edgbaston, que l'any 2010 va anunciar plans per a una remodelació de diversos milions de lliures incloent una nova pista central i un museu per celebrar els orígens del joc a Birmingham.
Les reunions internacionals d'atletisme se celebren a l'Alexander Stadium, seu del club Birchfield Harriers, diversos dels membres del qual són atletes de prestigi internacional. El Centre de gimnàstica i arts marcials del GMAC, a prop de l'estadi Alexander, inaugurat el 2008, acull un gimnàs internacional i tres dojos d'arts marcials, inclosa la seu de beques de l’Aikido Fellowship of Great Britain Arxivat 2010-11-22 a Wayback Machine.. El National Indoor Arena (NIA), que es va obrir el 1991, és un important recinte d'atletisme cobert, que acull els Campionats d'Europa d'atletisme cobert el 2007 i els Campionats del món d'atletisme a l'interior des del 2003, així com nombrosos esdeveniments de lluita lliure de la WWE. Es preveu una piscina olímpica de cinquanta metres a Ladywood.

## Transport

### Transport ferroviari

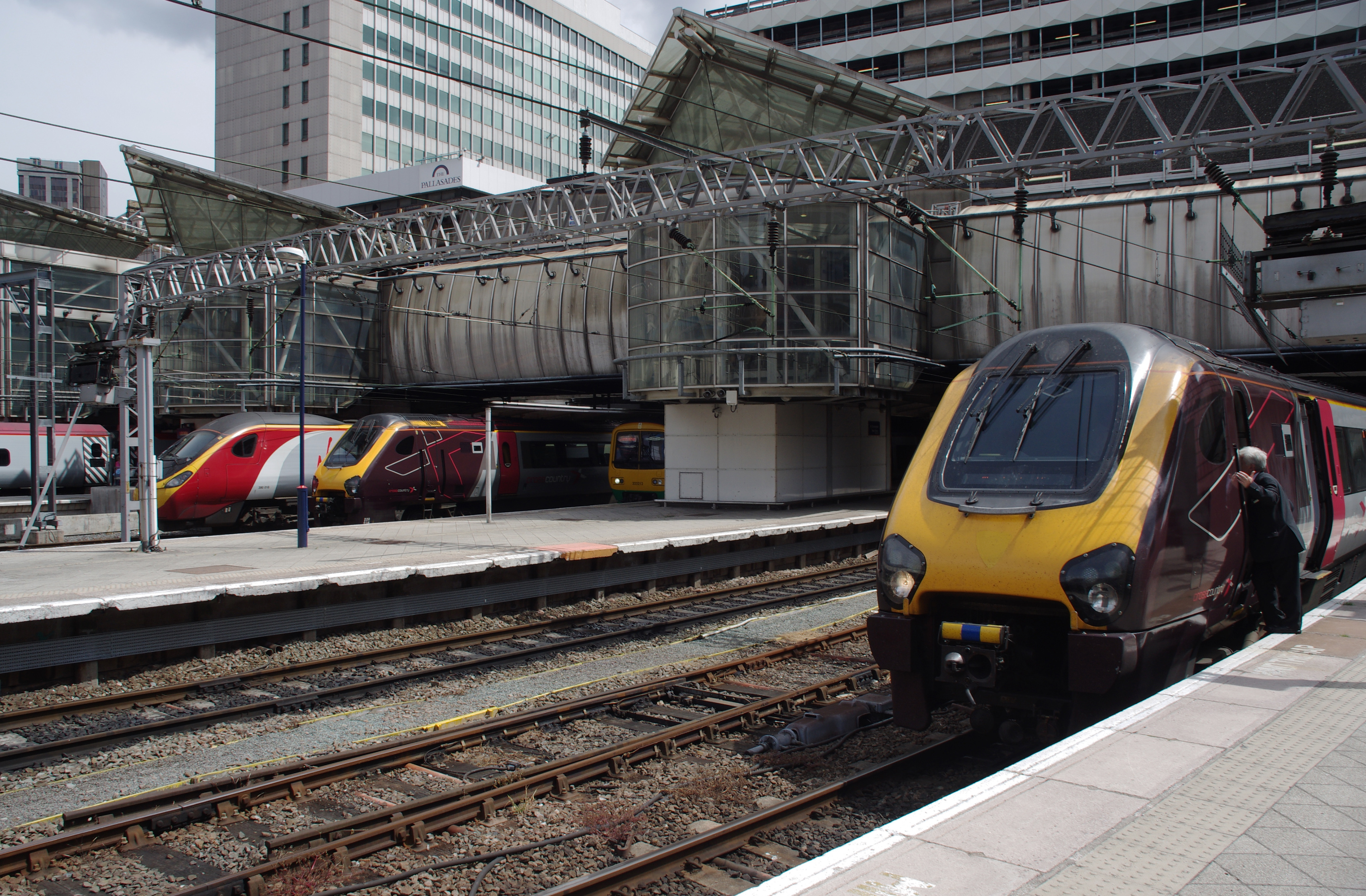
New Street Station.

La ciutat de Birmingham és servida per tres estacions de ferrocarril principals. L'estació de New Street, la més gran i important, és servida per trens ràpids des de Londres (Euston), Liverpool, Manchester, Bristol, Carlisle, Glasgow, Nottingham i Sheffield, i també per trens locals des de Wolverhampton, Stoke-on-Trent, Shrewsbury, Hereford, Leicester, Coventry, Lichfield i Redditch (els dos últims a la Birmingham Cross-City Line). Les altres dues estacions, Snow Hill i Moor Street, són servides per trens des de London Marylebone passant per Leamington Spa i Solihull, i des de Stratford-upon-Avon, Kidderminster i Worcester.
S'espera que la nova línia d'alta velocitat proposada, High Speed 2, serveixi Birmingham.
El Midland Metro és un tramvia que forma una connexió amb Wolverhampton via West Bromwich. El 2016 es va completar una ampliació de l'estació de New Street.

### Transport aeri

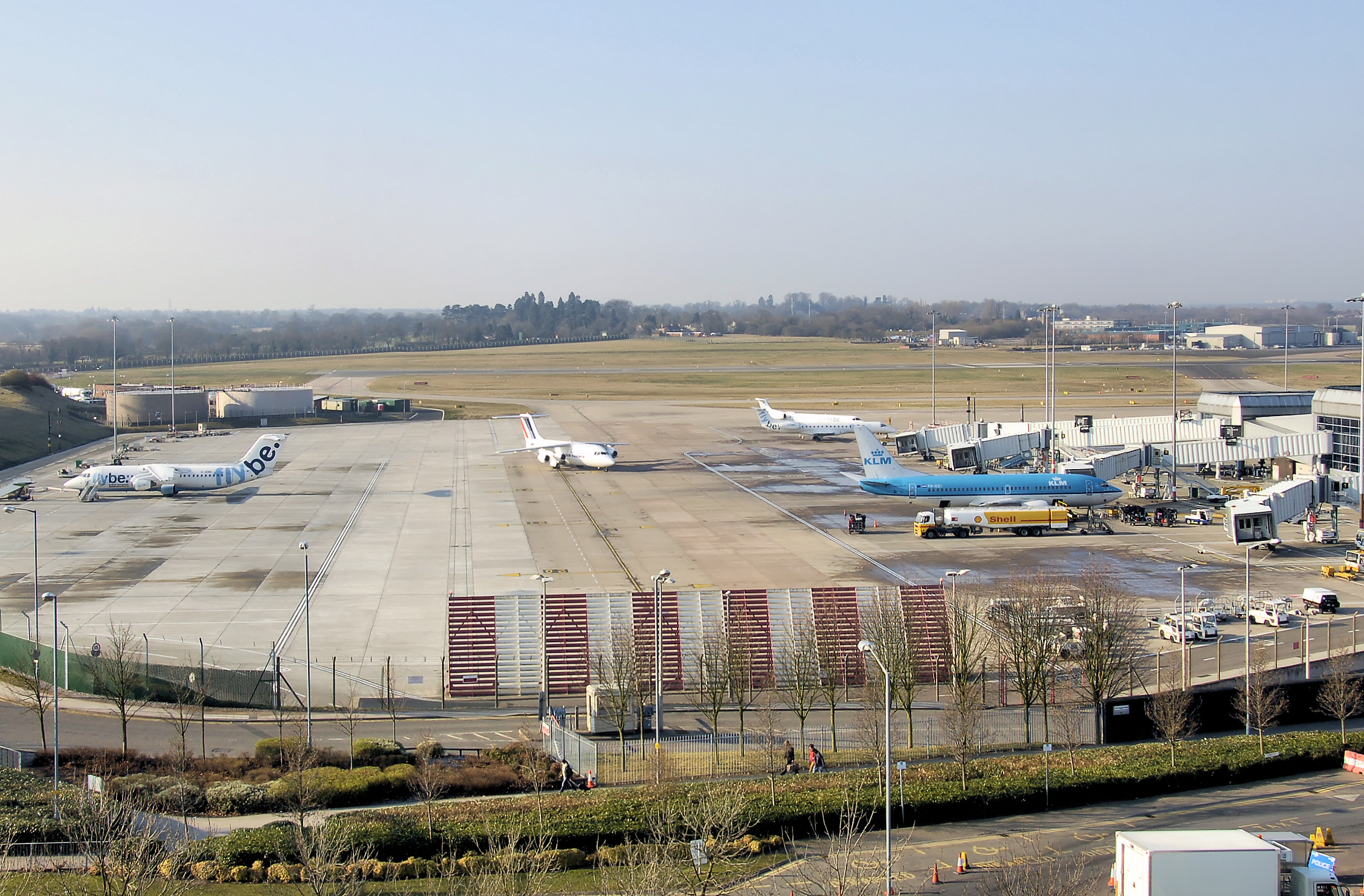
L'aeroport.

Birmingham és servida per l'aeroport de Birmingham (codi IATA: BHX; codi ICAO: EGBB), situat a l'est de la ciutat.
Està enllaçat amb l'estació internacional de Birmingham, i el Centre Nacional d'Exposicions, per la línia AirRail Link, antigament utilitzant tecnologia Maglev i ara tirada per cable.

### Transport de camions

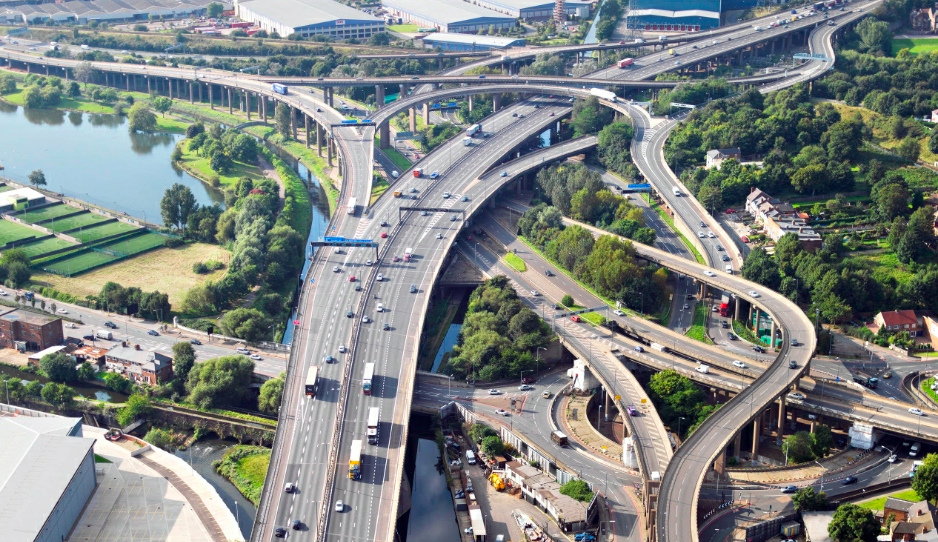
Interchange anomenat Spaghetti Interchange a Birmingham.

Birmingham es troba a la cruïlla de tres autopistes principals: la M6, que serveix al nord-oest d'Anglaterra, incloent-hi Liverpool i Manchester; la M5, servint Bristol i el sud-oest d'Anglaterra; i la M40, que dona servei a Oxford i Londres. Amb l'M6, l'autopista M42 forma un perifèric de la ciutat. La ciutat és la seu del National Express Group, el principal operador d'autobusos exprés de Gran Bretanya. L'estació principal d'autobusos de Birmingham es troba a la zona de Digbeth.

## Hospitals
Birmingham també acull molts hospitals, inclòs el Queen Elizabeth Hospital de Birmingham, que va acollir la jove Malala Yousafzai després del seu atac a la seva vall natal, el districte de Swat. Gràcies a la cura d'aquest hospital es va recuperar i ara viu a Birmingham amb la seva família. També va ser la guanyadora més jove del Premi Nobel de la Pau l'any 2014, juntament amb Kailash Satyarthi.

## Persones il·lustres
- Edward Coley Burne-Jones (1833 - 1898) pintor
- Albert William Ketèlbey (1875-1959) compositor i director d'orquestra.
- Francis William Aston (1877-1945) físic i químic, Premi Nobel de Química l'any 1922.
- Austen Chamberlain (1863-1937), Ministre d'Afers Estrangers del Regne Unit i Premi Nobel de la Pau de 1925.
- Jonathan Coe (1961) escriptor
- Blaze Bayley (1963), cantant
- Michael Balcon, (1896-1977), productor
- Geezer Butler, (1949), músic
- Barbara Cartland, (1901-2000), escriptor
- Rob Halford, (1951), cantant.
- Tony Iommi, (1948), músic.
- Jeff Lynne, (1947), músic
- Nick Mason (1944), músic.
- Ozzy Osbourne (1948): cantant de Black Sabbath i solo.
- Sadie Plant (1964) autor i filòsof.
- Kay Parker, (1944), actriu.
- Martin Shaw, (1945), actor.
- Steel Pulse, grup de reggae.
- Felicity Jones, 1983, actriu britànica.
- Joseph Chamberlain (1836-1914), secretari de colònies. (1895-1903)
- Gabriel Agbonlahor, (1986), futbolista.
- Nathan Delfouneso, (1991), futbolista.
- Joleon Lescott, (1982), futbolista.
- Micah Richards, (1988), futbolista.
- Francis Galton, (1822-1911), científic.
- Richard Hammond, (1969), presentador de televisió.
- Alfred Radcliffe-Brown, (1881-1955), científic.
- Murray Walker, (1923-2021), periodista.
- Jack Grealish (1995), futbolista.

## Agermanaments
La ciutat de Birmingham està agermanada amb:
- Chicago (els Estats Units);

- Frankfurt (Alemanya);

- Leipzig (Alemanya);

- Johannesburg (Sud-àfrica);

- Lió (França);

- Milà (Itàlia) des de 1966;

- Canton (la Xina).

També hi ha un tractat d'amistat entre Birmingham i Mirpur, situat a Azad Kashmir al Pakistan, d'on són originaris uns 90.000 habitants.